# Critics’ Choice Super Awards 2023
Die dritte Verleihung der US-amerikanischen Critics’ Choice Super Awards (englisch 3rd Critics’ Choice Super Awards), die jährlich von der Critics Choice Association (CCA) vergeben werden, fand am 16. März 2023 statt.
Die Nominierungen wurden am 22. Februar 2023 bekanntgegeben.

## Gewinner und Nominierte im Bereich Film
| Serie/Film                                  | N | A |
| ------------------------------------------- | - | - |
| The Batman                                  | 6 | 2 |
| Black Panther: Wakanda Forever              | 5 | 1 |
| Everything Everywhere All at Once           | 4 | 3 |
| Bullet Train                                | 4 | 0 |
| Doctor Strange in the Multiverse of Madness | 4 | 0 |
| Pearl                                       | 3 | 2 |
| Top Gun: Maverick                           | 3 | 2 |
| Nope                                        | 3 | 0 |
| RRR                                         | 3 | 0 |
| Barbarian                                   | 2 | 1 |
| The Woman King                              | 2 | 1 |
| Avatar: The Way of Water                    | 2 | 0 |
| The Black Phone                             | 2 | 0 |
| Massive Talent                              | 2 | 0 |
| Men – Was dich sucht, wird dich finden      | 2 | 0 |
| The Northman                                | 2 | 0 |
| Prey                                        | 2 | 0 |
| Speak No Evil                               | 2 | 0 |
| Thor: Love and Thunder                      | 2 | 0 |

### Bester Actionfilm
Top Gun: Maverick – Produktion: Jerry Bruckheimer, Tom Cruise, David Ellison und Christopher McQuarrie
Bullet Train – Produktion: Antoine Fuqua, David Leitch und Kelly McCormick
RRR – Produktion: D. V. V. Danayya
Massive Talent (The Unbearable Weight of Massive Talent) – Produktion: Kristin Burr, Nicolas Cage, Mike Nilon und Kevin Turen
The Woman King – Produktion: Maria Bello, Viola Davis, Cathy Schulman und Julius Tennon

### Bester Schauspieler in einem Actionfilm
Tom Cruise – Top Gun: Maverick
Nicolas Cage – Massive Talent (The Unbearable Weight of Massive Talent)
Ram Charan – RRR
Brad Pitt – Bullet Train
N. T. Rama Rao Jr. – RRR

### Beste Schauspielerin in einem Actionfilm
Viola Davis – The Woman King
Sandra Bullock – The Lost City – Das Geheimnis der verlorenen Stadt (The Lost City)
Jennifer Connelly – Top Gun: Maverick
Joey King – Bullet Train
Joey King – The Princess

### Bester Horrorfilm
Barbarian – Produktion: Roy Lee, J. D. Lifshitz, Raphael Margules und Arnon Milchan
The Black Phone – Produktion: Jason Blum, C. Robert Cargill und Scott Derrickson
Speak No Evil (Gæsterne) – Produktion: Jacob Jarek
Pearl – Produktion: Jacob Jaffke, Harrison Kreiss, Kevin Turen und Ti West
Smile – Siehst du es auch? (Smile) – Produktion: Marty Bowen, Wyck Godfrey, Isaac Klausner und Robert Salerno
X – Produktion: Jacob Jaffke, Harrison Kreiss, Kevin Turen und Ti West

### Bester Schauspieler in einem Horrorfilm
Ralph Fiennes – The Menu
Ethan Hawke – The Black Phone
Fedja van Huêt – Speak No Evil
Rory Kinnear – Men – Was dich sucht, wird dich finden (Men)
Justin Long – Barbarian

### Beste Schauspielerin in einem Horrorfilm
Mia Goth – Pearl
Jessie Buckley – Men – Was dich sucht, wird dich finden (Men)
Aisha Dee – Sissy
Anna Diop – Nanny
Rebecca Hall – Resurrection

### Bester Science-Fiction- oder Fantasyfilm
Everything Everywhere All at Once – Produktion: Daniel Kwan, Mike Larocca, Anthony Russo, Joe Russo, Daniel Scheinert und Jonathan Wang
Avatar: The Way of Water – Produktion: James Cameron und Jon Landau
Nope – Produktion: Ian Cooper und Jordan Peele
The Northman – Produktion: Leifur B. Dagfinnsson, Robert Eggers, Mark Huffam, Lars Knudsen, Arnon Milchan und Alexander Skarsgård
Prey – Produktion: John Davis, Marty P. Ewing und Jhane Myers

### Bester Schauspieler in einem Science-Fiction- oder Fantasyfilm
Ke Huy Quan – Everything Everywhere All at Once
Colin Farrell – After Yang
Daniel Kaluuya – Nope
Ryan Reynolds – The Adam Project
Alexander Skarsgård – The Northman

### Beste Schauspielerin in einem Science-Fiction- oder Fantasyfilm
Michelle Yeoh – Everything Everywhere All at Once
Karen Gillan – Dual
Stephanie Hsu – Everything Everywhere All at Once
Amber Midthunder – Prey
Keke Palmer – Nope
Zoe Saldana – Avatar: The Way of Water

### Bester Superheldenfilm
The Batman – Produktion: Dylan Clark und Matt Reeves
Black Panther: Wakanda Forever – Produktion: Kevin Feige und Nate Moore
DC League of Super-Pets – Produktion: Dany Garcia, Hiram Garcia, Patricia Hicks, Dwayne Johnson und Jared Stern
Doctor Strange in the Multiverse of Madness – Produktion: Kevin Feige
Thor: Love and Thunder – Produktion: Kevin Feige und Brad Winderbaum

### Bester Schauspieler in einem Superheldenfilm
Colin Farrell – The Batman
Benedict Cumberbatch – Doctor Strange in the Multiverse of Madness
Paul Dano – The Batman
Tenoch Huerta – Black Panther: Wakanda Forever
Robert Pattinson – The Batman

### Beste Schauspielerin in einem Superheldenfilm
Angela Bassett – Black Panther: Wakanda Forever
Zoë Kravitz – The Batman
Elizabeth Olsen – Doctor Strange in the Multiverse of Madness
Natalie Portman – Thor: Love and Thunder
Letitia Wright – Black Panther: Wakanda Forever

### Bester Bösewicht in einem Film
Mia Goth – Pearl
Paul Dano – The Batman
Tenoch Huerta – Black Panther: Wakanda Forever
Joey King – Bullet Train
Elizabeth Olsen – Doctor Strange in the Multiverse of Madness
Mark Rylance – Bones and All

## Gewinner und Nominierte im Bereich Fernsehen
| Serie/Film                                          | N | A |
| --------------------------------------------------- | - | - |
| The Boys                                            | 4 | 3 |
| Evil                                                | 4 | 0 |
| House of the Dragon                                 | 4 | 0 |
| What We Do in the Shadows                           | 4 | 0 |
| Wednesday                                           | 3 | 2 |
| Andor                                               | 3 | 1 |
| Cobra Kai                                           | 3 | 1 |
| Dahmer – Monster: Die Geschichte von Jeffrey Dahmer | 3 | 1 |
| Doom Patrol                                         | 3 | 0 |
| Interview with the Vampire                          | 3 | 0 |
| Peacemaker                                          | 3 | 0 |
| Severance                                           | 2 | 2 |
| She-Hulk: Die Anwältin                              | 2 | 1 |
| Stranger Things                                     | 2 | 1 |
| Yellowstone                                         | 2 | 1 |
| 9-1-1                                               | 2 | 0 |
| Chucky                                              | 2 | 0 |
| Der Herr der Ringe: Die Ringe der Macht             | 2 | 0 |
| Kung Fu                                             | 2 | 0 |
| Moon Knight                                         | 2 | 0 |
| Ms. Marvel                                          | 2 | 0 |
| Obi-Wan Kenobi                                      | 2 | 0 |
| Reacher                                             | 2 | 0 |
| Star Trek: Strange New Worlds                       | 2 | 0 |
| Tulsa King                                          | 2 | 0 |
| Werewolf by Night                                   | 2 | 0 |

### Beste Actionserie
Cobra Kai
9-1-1
Kung Fu
Reacher
Tulsa King
Vikings: Valhalla

### Bester Schauspieler in einer Actionserie
Kevin Costner – Yellowstone
John Krasinski – Tom Clancy’s Jack Ryan
Ralph Macchio – Cobra Kai
Alan Ritchson – Reacher
Sylvester Stallone – Tulsa King
William Zabka – Cobra Kai

### Beste Schauspielerin in einer Actionserie
Helen Mirren – 1923
Angela Bassett – 9-1-1
Queen Latifah – The Equalizer
Olivia Liang – Kung Fu
Katherine McNamara – Walker: Independence
Kelly Reilly – Yellowstone

### Beste Horrorserie
Wednesday
Chucky
Dahmer – Monster: Die Geschichte von Jeffrey Dahmer (Dahmer – Monster: The Jeffrey Dahmer Story)
Evil
Interview with the Vampire
The Walking Dead
What We Do in the Shadows

### Bester Schauspieler in einer Horrorserie
Evan Peters – Dahmer – Monster: Die Geschichte von Jeffrey Dahmer (Dahmer – Monster: The Jeffrey Dahmer Story)
Jacob Anderson – Interview with the Vampire
Matt Berry – What We Do in the Shadows
Mike Colter – Evil
Harvey Guillén – What We Do in the Shadows
Sam Reid – Interview with the Vampire

### Beste Schauspielerin in einer Horrorserie
Jenna Ortega – Wednesday
Jennifer Coolidge – The Watcher
Natasia Demetriou – What We Do in the Shadows
Katja Herbers – Evil
Niecy Nash – Dahmer – Monster: Die Geschichte von Jeffrey Dahmer (Dahmer – Monster: The Jeffrey Dahmer Story)
Christina Ricci – Wednesday

### Beste Science-Fiction- oder Fantasyserie
Andor

Stranger Things
For All Mankind
House of the Dragon
Der Herr der Ringe: Die Ringe der Macht (The Lord of the Rings: The Rings of Power)
Star Trek: Strange New Worlds

### Bester Schauspieler in einer Science-Fiction- oder Fantasyserie
Adam Scott – Severance
Chiwetel Ejiofor – The Man Who Fell to Earth
Samuel L. Jackson – Die letzten Tage des Ptolemy Grey (The Last Days of Ptolemy Gray)
Diego Luna – Andor
Anson Mount – Star Trek: Strange New Worlds
Matt Smith – House of the Dragon

### Beste Schauspielerin in einer Science-Fiction- oder Fantasyserie
Patricia Arquette – Severance
Milly Alcock – House of the Dragon
Morfydd Clark – Der Herr der Ringe: Die Ringe der Macht (The Lord of the Rings: The Rings of Power)
Moses Ingram – Obi-Wan Kenobi
Fiona Shaw – Andor
Sissy Spacek – Night Sky

### Beste Superheldenserie
The Boys
Doom Patrol
Ms. Marvel
Peacemaker
She-Hulk: Die Anwältin (She-Hulk: Attorney at Law)
Werewolf by Night

### Bester Schauspieler in einer Superheldenserie
Antony Starr – The Boys
John Cena – Peacemaker
Brendan Fraser – Doom Patrol
Grant Gustin – The Flash
Oscar Isaac – Moon Knight
Elliot Page – The Umbrella Academy

### Beste Schauspielerin in einer Superheldenserie
Tatiana Maslany – She-Hulk: Die Anwältin (She-Hulk: Attorney at Law)
Danielle Brooks – Peacemaker
Michelle Gomez – Doom Patrol
Caity Lotz – Legends of Tomorrow
Erin Moriarty – The Boys
Iman Vellani – Ms. Marvel

### Bester Bösewicht in einer Serie
Antony Starr – The Boys
Jamie Campbell Bower – Stranger Things
Hayden Christensen – Obi-Wan Kenobi
Brad Dourif – Chucky
Michael Emerson – Evil
Harriet Sansom Harris – Werewolf by Night
Ethan Hawke – Moon Knight
Matt Smith – House of the Dragon